# Düsseldorfer Virtuelle Bibliothek
Die Düsseldorfer Virtuelle Bibliothek (DVB) war eine virtuelle Bibliothek im Sinne eines systematischen Katalogs von Internetquellen, eine „systematisch geordnete Sammlung ausgewählter allgemeiner und fachlicher Informationsquellen im Internet“ (Selbstbeschreibung).
Die nach Fachgebieten geordnete DVB wurde von den Fachreferenten der Universitäts- und Landesbibliothek Düsseldorf erstellt. Lange Zeit bei der Interneterschließung im Bereich der deutschen wissenschaftlichen Bibliotheken führend, hat sie nach dem Weggang ihres Initiators, Thomas Hilberer, nach Ansicht mancher an Aktualität und Qualität eingebüßt.
Man kann die DVB als Vorläufer der Virtuellen Fachbibliotheken werten.